# Frank Travieso
Frank Travieso (né le 2 mars 1980 à La Havane) est un coureur cycliste américain d'origine cubaine.

## Palmarès
- 2003
  - 3e étape du Tour de l'Ohio
- 2005
  - 5e étape du Tour de Porto Rico
- 2006
  - 1re étape de la Jacksonville Cycling Classic
  - 2e étape de l'International Cycling Classic
- 2007
  - Tour des Bahamas
  - 3e (contre-la-montre par équipes) et 7e étapes du Tour du Belize
  - Sunny King Criterium
  - Raleigh Downtown Criterium[1]
  - Austin Downtown Criterium[2]
  - Grand Prix Mengoni[3]
- 2009
  - Spring Fling of Cycling
  - Waterboro Criterium[4]
  - 4e étape du Tour d'Atlanta
  - 6e étape du Tour of America's Dairyland
  - US 100K Classic[5]
  - 2e du Tour d'Atlanta
  - 3e de la Holy Saturday Cross Country Cycling Classic
- 2010
  - 5e étape de la Ministry of Culture Youth and Sport 5 Stage Race
- 2011
  - Dilworth Criterium[6]
- 2012
  - 3e et 4e épreuves des Rosewood Winter Series
  - Dothan CityFest
  - Foothills Road Race
  - Beaufort Memorial Classic
  - 1re étape de l'Independence Stage Race
  - Carolina Cup
  - 2e de l'Independence Stage Race
- 2013
  - 2e étape du Gainesville Gran Prix
  - 3e de l'Athens Twilight Criterium
- 2014
  - Mayor's Circuit Race
  - Gasparilla Criterium[7]
  - Cobb Park Criterium
  - 3e de l'Athens Twilight Criterium
- 2015
  - 3e de l'Athens Twilight Criterium
  - 3e du Johnson City Omnium
- 2016
  - 1re étape de la Race at Renaissance
  - 1re étape de la Subway Pensacola Cycling Classic
- 2017
  - Hell of the South
  - Spartanburg Criterium
- 2018
  - USA Crits Series Speed Week
  - 3e étape des Natural State Criterium Series
  - Georgia Cycling Gran Prix
  - First Flight Criterium
  - 2e étape du River Gorge Omnium
  - Hapeville Criterium
  - College Park Criterium
  - 2e du championnat des États-Unis du critérium amateurs
  - 3e de l'Athens Twilight Criterium
  - 3e du championnat des États-Unis sur route amateurs
- 2019
  - Walterboro Criterium
  - Madeira Criterium
  - Benchmark Twilight Cycling Classic
  - Main Line Bike Race
- 2020
  - Tour du Nicaragua :
    - Classement général
    - 1re et 3e étapes
- 2021
  - Corratec Classic
  - LaGrange Criterium
- 2022
  - 10e étape de l'Intelligentsia Cup

## Classements mondiaux
| Année            | 2005 | 2006 | 2007 | 2008 |
| ---------------- | ---- | ---- | ---- | ---- |
| UCI America Tour | 245e |      | 290e | 93e  |